# Balaton Bútorgyár Zrt.
A Balaton Bútorgyár Zrt. (vagy Balaton Bútorgyár Rt.) Magyarország egyik jelentős bútorgyártó cége, veszprémi székhellyel. A 8 márkabolttal rendelkező vállalat elsősorban irodabútorokat (asztalokat, székeket) gyárt. A cég több más magyarországi bútorgyártóval együtt – mint a központosított közbeszerzésen bútorokra sikeresen pályázó konzorcium tagja – állandó beszállítója állami, önkormányzati intézményeknek.

## Története
A vállalatot 1896-ban alapították, egy időben Veszprémi Faipari Rt. néven működött. Az Állami Vagyonügynökség 1993-ban egy Vebu nevű kft.-n keresztül eladta a Fotexnek, amely azóta is meghatározó a cégben.
A Balaton Bútorgyár Rt.-nek 1993-ban 1 milliárd forint körüli árbevétele volt, ami 2002-re 3 milliárddal tetőzött, majd 2004-ben 2 milliárdra csökkent. Az alkalmazottak száma 2002-ről 2004-re 450-ről 240 főre csökkent.

## Lásd még
- Kanizsa Trend Kft.